# モンクット王工科大学北バンコク校
モンクット王工科大学北バンコク校（タイ語：มหาวิทยาลัยเทคโนโลยีพระจอมเกล้าพระนครเหนือ、英語：King Mongkut's University of Technology North Bangkok、略称：KMUTNB）は、1959年に設立されたタイ王国バンコク都のバーンスー区に位置する国立大学である。

## 概要
1959年に、タイ政府とドイツ連邦共和国政府の間で「タイ・ドイツ・テクニカルスクール」を設立。

## 沿革
- 1959年 タイ・ドイツ・テクニカルスクールが設立。
- 1964年 ノースバンコク工科大学に改称。
- 1971年 本学、ノンタブリ電気通信大学、ノンタブリー電気通信大学を統合し、モンクット王工科大学となる。

## 学部
- 工学部
- 応用科学部
- 応用芸術学部
- 建築・デザイン学部

## 他のキャンパス
- モンクット王工科大学ラートクラバン校（バンコク都ラートクラバン区）
- モンクット王工科大学トンブリー校（バンコク都トゥンクル区）

## 対外関係

### 日本における協定校
- 科学技術振興機構
- 電気通信大学
- 早稲田大学
- 大阪大学
- 九州工業大学
- 九州保健福祉大学
- 九州保健福祉大学総合医療専門学校

部局間学術交流協定
- 科学技術研究所と名古屋大学 未来材料・システム研究所